# 高野村 (福島県田村郡)
高野村（たかのむら）は福島県田村郡にかつて存在した村である。

## 地理
- 現在の郡山市、旧西田村の北東部に位置する。

## 歴史

### 村域の変遷
- 1889年（明治22年）4月1日 - 町村制施行により、丹伊田村・土棚村・高柴村・板橋村が合併し田村郡高野村が発足。
- 1955年（昭和30年）4月1日 - 高野村は逢隈村が合併し西田村が発足。高野村は消滅。

変遷表
| 1868年 以前 | 1868年 以前 | 明治22年 4月1日 | 昭和30年 4月1日 | 昭和40年 8月1日 | 現在   |
| ----------- | ----------- | --------------- | --------------- | --------------- | ------ |
|             | 丹伊田村    | 高野村          | 西田村          | 郡山市 に編入   | 郡山市 |
|             | 土棚村      | 高野村          | 西田村          | 郡山市 に編入   | 郡山市 |
|             | 高柴村      | 高野村          | 西田村          | 郡山市 に編入   | 郡山市 |
|             | 板橋村      | 高野村          | 西田村          | 郡山市 に編入   | 郡山市 |

## 大字
- 丹伊田（にいた）
- 土棚（つちたな）
- 高柴（たかしば）
- 板橋（いたばし）

## 人口・世帯

### 人口
総数 [単位： 人]
| 1889年（明治22年） | 1,389 |
| 1920年（大正 9年） | 1,582 |
| 1947年（昭和22年） | 2,183 |

### 世帯
総数 [単位： 世帯]
| 1920年（大正 9年） | 312 |
| 1947年（昭和22年） | 352 |